# Championnat d'Europe masculin de handball 1996
Navigation
Portugal 1994 Italie 1998
La 2e édition du Championnat d'Europe masculin de handball s'est déroulée en Espagne du 24 mai au 2 juin 1996.
La Russie remporte la compétition en s'imposant en finale 23-22 face à l'Espagne, hôte de la compétition. Vainqueur de la Suède, tenante du premier titre européen décerné, la RF Yougoslavie remporte la médaille de bronze (26-25). La France, championne du monde en titre, ne termine qu'à la septième place. Toutes ces équipes, sauf la Yougoslavie, se retrouvent deux mois plus tard aux Jeux olympiques d'Atlanta.
Valeri Gopine, Oleg Grebnev, Oleg Kisselev, Vassili Koudinov et Andreï Lavrov deviennent ainsi les premiers handballeurs à avoir remporté les trois principales compétitions internationales après avoir été champions olympiques en 1992 puis champions du monde en 1993. Talant Dujshebaev, qui a également remporté ces deux compétitions, évolue désormais pour l'Espagne et doit donc se contenter de l'argent et du titre de meilleur joueur tandis que c'est l'Allemand Thomas Knorr  qui termine meilleur buteur avec 41 buts.

## Modalités

### Qualifications
| \| Ciudad Real Séville \| Localisation des sites de l'Euro 1996. |
| Ciudad Real Séville                                              |

La phase de qualifications comporte deux phases
- en pré-qualifications[1], les équipes sont réparties en 2 poules de 3 équipes et 4 poule de 4 équipes. À l'issue de ces matchs, le premier de chaque groupe est qualifié pour la phase de qualification
- en qualifications[2], les équipes sont réparties en 5 poules de 4 équipes. À l'issue de ces matchs, les 2 premiers de chaque groupe se qualifient pour le Championnat d'Europe de handball 1996.

Ainsi, les douze équipes qualifiées sont :
- Organisateur (1) :  Espagne
- Tenant en titre (1) :  Suède
- Qualification (10) :  Allemagne,  Croatie,  Danemark,  France,  Hongrie,  Rép. tchèque,  Roumanie,  Russie,  Slovénie,  RF Yougoslavie

Seule l'Islande, troisième à égalité avec la Russie et la Roumanie, figure parmi les grands absents de la compétition.

### Lieux
La compétition se déroule sur deux sites :
- le Pabellón Santa María à Ciudad Real, d'une capacité de 2 000 spectateurs,
- le Palacio de Deportes San Pablo de Séville, d'une capacité de 7 000 spectateurs.

## Premier tour
Les deux premières équipes de chaque poule sont qualifiées pour les demi-finale. Les quatre autres équipes disputent 2 à 2 des matchs de classement.

### Groupe A
|   | Équipe         | Pts | J | G | N | P | Bp  | Bc  | Diff |
| - | -------------- | --- | - | - | - | - | --- | --- | ---- |
| 1 | Russie         | 9   | 5 | 4 | 1 | 0 | 125 | 98  | 27   |
| 2 | RF Yougoslavie | 9   | 5 | 4 | 1 | 0 | 117 | 110 | 7    |
| 3 | Croatie        | 6   | 5 | 3 | 0 | 2 | 127 | 125 | 2    |
| 4 | Allemagne      | 3   | 5 | 1 | 1 | 3 | 110 | 111 | -1   |
| 5 | Hongrie        | 3   | 5 | 1 | 1 | 3 | 117 | 130 | -13  |
| 6 | Slovénie       | 0   | 5 | 0 | 0 | 5 | 93  | 115 | -22  |

| Date        | Lieu        | Équipe 1       | Score   | Équipe 2       |
| ----------- | ----------- | -------------- | ------- | -------------- |
| 24 mai 1996 | Séville     | Croatie        | 30 – 27 | Hongrie        |
| 24 mai 1996 | Séville     | Russie         | 22 – 18 | Slovénie       |
| 24 mai 1996 | Séville     | RF Yougoslavie | 23 – 22 | Allemagne      |
| 25 mai 1996 | Séville     | Hongrie        | 21 – 33 | Russie         |
| 25 mai 1996 | Séville     | Allemagne      | 21 – 26 | Croatie        |
| 25 mai 1996 | Séville     | Slovénie       | 20 – 21 | RF Yougoslavie |
| 26 mai 1996 | Séville     | Croatie        | 26 – 22 | Slovénie       |
| 26 mai 1996 | Séville     | Russie         | 20 – 20 | RF Yougoslavie |
| 26 mai 1996 | Séville     | Hongrie        | 24 – 24 | Allemagne      |
| 28 mai 1996 | Ciudad Real | Russie         | 22 – 18 | Allemagne      |
| 28 mai 1996 | Ciudad Real | RF Yougoslavie | 27 – 24 | Croatie        |
| 28 mai 1996 | Ciudad Real | Slovénie       | 17 – 21 | Hongrie        |
| 29 mai 1996 | Ciudad Real | Allemagne      | 25 – 16 | Slovénie       |
| 29 mai 1996 | Ciudad Real | RF Yougoslavie | 26 – 24 | Hongrie        |
| 29 mai 1996 | Ciudad Real | Croatie        | 21 – 28 | Russie         |

### Groupe B
|   | Équipe       | Pts | J | G | N | P | Bp  | Bc  | Diff | Dép |
| - | ------------ | --- | - | - | - | - | --- | --- | ---- | --- |
| 1 | Espagne      | 8   | 5 | 4 | 0 | 1 | 124 | 116 | 8    | +1  |
| 2 | Suède        | 8   | 5 | 4 | 0 | 1 | 124 | 106 | 18   | -1  |
| 3 | Rép. tchèque | 6   | 5 | 3 | 0 | 2 | 129 | 125 | 4    | +2  |
| 4 | France       | 6   | 5 | 3 | 0 | 2 | 130 | 120 | 10   | -2  |
| 5 | Roumanie     | 2   | 5 | 1 | 0 | 4 | 117 | 134 | -17  | /   |
| 6 | Danemark     | 0   | 5 | 0 | 0 | 5 | 108 | 131 | -23  | /   |

| Date        | Lieu        | Équipe 1     | Score   | Équipe 2     |
| ----------- | ----------- | ------------ | ------- | ------------ |
| 24 mai 1996 | Séville     | Rép. tchèque | 32 – 25 | Roumanie     |
| 24 mai 1996 | Séville     | Suède        | 23 – 24 | Espagne      |
| 24 mai 1996 | Séville     | Danemark     | 22 – 25 | France       |
| 25 mai 1996 | Séville     | Roumanie     | 24 – 28 | Suède        |
| 25 mai 1996 | Séville     | France       | 29 – 31 | Rép. tchèque |
| 25 mai 1996 | Séville     | Espagne      | 28 – 22 | Danemark     |
| 26 mai 1996 | Séville     | Rép. tchèque | 21 – 25 | Espagne      |
| 26 mai 1996 | Séville     | Suède        | 23 – 21 | Danemark     |
| 26 mai 1996 | Séville     | Roumanie     | 20 – 27 | France       |
| 28 mai 1996 | Ciudad Real | Suède        | 26 – 20 | France       |
| 28 mai 1996 | Ciudad Real | Danemark     | 22 – 28 | Rép. tchèque |
| 28 mai 1996 | Ciudad Real | Espagne      | 26 – 21 | Roumanie     |
| 29 mai 1996 | Ciudad Real | France       | 29 – 21 | Espagne      |
| 29 mai 1996 | Ciudad Real | Danemark     | 21 – 27 | Roumanie     |
| 29 mai 1996 | Ciudad Real | Rép. tchèque | 17 – 24 | Suède        |

Parmi les résultats, on trouve :
- France bat  Danemark 25-22 (12-11)
  -  France : Gaudin (30 min, 6 arrêts), Martini (30 min, 5 arrêts) ; Wiltberger (1/3), Mahé, Schaaf (1/4), Prandi (7/10), Kervadec (5/5), Cordinier (2/3), Monthurel, Joulin (1/3), Richardson (1/3), Stoecklin (7/12, dont 3/4 pen.).
  -  Danemark : Andreasen (58 min, 10 arrêts, dont 1/3 pen.), Larsen (2 min, 1 arrêt dont 0/1 pen.) ; Bjerre (4/10), Jansen (1/1), Fog (1/2), Jacobsen (1/2), N. Jacobsen (5/6, dont 2/2 pen.), Christiansen (1/3), Hamann-Boeriths (4/5), Jørgensen, Paulsen (0/1), Hjermind (4/6, dont 3/3 pen.).
- République tchèque bat France 31-29 (16-11)
  -  Rép. tchèque : Štochl (50 min, 4 arrêts, dont 0/2 pen.), Kučerka (10 min, 2 arrêts, dont 1/5 pen.) ; Bečvář (3/3), Šuma (2/7), Šetlík (3/4), Blecha, Hazl (3/6), Tonar (12/14, dont 7/8 pen.), Vanek (2/3), Jindrichowsky (2/3), Bokr, Pauza (4/5).
  -  France : Gaudin (30 min, 5 arrêts, dont 0/3 pen.), Martini (30 min, 4 arrêts, dont 1/4 pen.) ; Mahé, Schaaf (0/2), Prandi (2/2), Lathoud (3/6), Kervadec (2/2), Monthurel (2/3), Anquetil (5/8, dont 4/5 pen.), Maurice (4/5), Richardson (3/7), Stoecklin (8/11).
- France bat Roumanie 27-20 (13-11)
  -  France : Gaudin (30 min, 5 arrêts, dont 0/2 pen.), Martini (30 min, 8 arrêts) ; Wiltberger (5/7), Mahé (2/3, dont 2/2 pen.), Schaaf (0/1 pen.), Lathoud (5/8), Kervadec (1/1), Cordinier (4/4), Monthurel, Joulin (0/3), Richardson (2/5), Stoecklin (8/14).
  -  Roumanie : Liviv (59 min, 12 arrêts, dont 1/2 pen.), Apostu ; : Voica, Radu (2/3), Alexandru (1/3), Licu (10/17, dont 2/2 pen.), Prisăcaru (1/6), Pop (1/2), A. Popivici (1/2), Apustu, Ene, Beșta (4/10), Răduță.
- Suède b. France 26-20 (13-12)
  -  France : Gaudin (30 min, 4 arrêts, dont 0/1 pen.), Martini (30 min, 4 arrêts) ; Wiltberger (1/3), Mahé, Schaaf (0/1), Prandi (2/9), Lathoud (1/4), Kervadec (1/4), Monthurel, Anquetil (4/5, dont 3/3 pen.), Maurice (4/5), Stoecklin (8/15, dont 1/1 pen.).
  -  Suède : Svensson (59 min, 19 arrêts, dont 0/3 pen.), Olsson (1 min, 0/1 pen.) ; Hedin, Wislander (5/8), Lindgren (0/1), Carlén (3/4), Hajas (5/6), Lövgren (5/12), R. Andersson (3/7), Thorsson (3/5), Olsson, M. Andersson (2/6, dont 1/1 pen.).
- France bat Espagne 29-21 (16-13)[7]
  -  France : Gaudin (30 min, 5 ou 7 arrêts, dont 0/5 pen.), Martini (30 min, 7 arrêts, dont 0/1 pen., ) ; Wiltberger (1/5), Mahé (3/6, dont 3/6 pen.), Schaaf (1/4, ), Prandi (8/11), Kervadec (2/2), Cordinier (1/3, ), Monthurel (1/1), Joulin (7/8, ), Richardson (3/3), Stoecklin (2/5).
  -  Espagne : Núñez (59 min, 8 arrêts, dont 1/5 pen.), Hombrados (1 min, dont 0/1 pen.) ; Esquer, Guijosa (6/9, dont 5/5 pen.), Hernández (3/4), González (0/1, ), Lozano (1/5, ), Olalla (3/7), Garralda (1/8, ), Dujshebaev (4/10, dont 1/1 pen.), Pérez (1/1, ), Etxaburu (2/5).

## Matchs de classement
| Match     | Date        | Lieu        | Équipe 1  | Score   | Équipe 2     |
| --------- | ----------- | ----------- | --------- | ------- | ------------ |
| 11e place | 31 mai 1996 | Séville     | Slovénie  | 27 – 24 | Danemark     |
| 9e place  | 31 mai 1996 | Séville     | Hongrie   | 27 – 28 | Roumanie     |
| 7e place  | 31 mai 1996 | Ciudad Real | Allemagne | 21 – 24 | France       |
| 5e place  | 31 mai 1996 | Ciudad Real | Croatie   | 27 – 25 | Rép. tchèque |

Parmi les résultats, on trouve :
- France b. Allemagne 24-21 (13-9)
  -  France : Gaudin (30 min, 6 arrêts, dont 0/3 pen.), Martini (30 min, 6 arrêts, dont. 0/3 pen.) ; Wiltberger (1/2), Mahé, Schaaf, Prandi (5/6), Lathoud (0/1), Monthurel (1/2). Anquetil (4/6, dont 3/5 pen.), Maurice (1/2), Richardson (6/6), Stoecklin (6/12).
  -  Allemagne : Fritz (20 min, 1 arrêt, dont 0/2 pen.), Holper (40 min, 9 arrêts, dont 2/3 pen.) ; Petkevicius (0/3), Kretzschmar (2/6), Schwarzer (2/4), Petersen, Knorr (12/17, dont 6/6 pen.), Zerbe (0/1), Schwalb (1/2), Kohlhass (1/4), Schmidt (1/3), Stephan (2/2).

## Phase finale
|  | Demi-finales       | Demi-finales       |                        |    | Finale             | Finale             |
|  | Demi-finales       | Demi-finales       |                        |    | Finale             | Finale             |
|  |                    |                    |                        |    |                    |                    |
|  | 31 mai 1996, 19h00 | 31 mai 1996, 19h00 |                        |    | 2 juin 1996, 13h30 | 2 juin 1996, 13h30 |
|  | 31 mai 1996, 19h00 | 31 mai 1996, 19h00 |                        |    | 2 juin 1996, 13h30 | 2 juin 1996, 13h30 |
|  | Espagne            | 27                 |                        |    | 2 juin 1996, 13h30 | 2 juin 1996, 13h30 |
|  | Espagne            | 27                 |                        |    | 2 juin 1996, 13h30 | 2 juin 1996, 13h30 |
|  | RF Yougoslavie     | 23                 |                        |    | 2 juin 1996, 13h30 | 2 juin 1996, 13h30 |
|  | RF Yougoslavie     | 23                 | Russie                 | 23 |                    |                    |
|  | 31 mai 1996, 21h00 |                    | Russie                 | 23 |                    |                    |
|  |                    | Espagne            | 22                     |    |                    |                    |
|  | Russie             | Espagne            | 22                     | 24 |                    |                    |
|  | Russie             |                    |                        | 24 |                    |                    |
|  | Suède              | 21                 |                        |    |                    |                    |
|  | Suède              | 21                 | Match pour la 3e place |    |                    |                    |
|  |                    |                    |                        |    |                    |                    |
|  | 2 juin 1996, 11h30 |                    |                        |    |                    |                    |
|  |                    |                    |                        |    |                    |                    |
|  | RF Yougoslavie     | 26                 |                        |    |                    |                    |
|  | RF Yougoslavie     | 26                 |                        |    |                    |                    |
|  | Suède              | 25                 |                        |    |                    |                    |
|  | Suède              | 25                 |                        |    |                    |                    |

### Demi-finales
| 31 mai 1996 19h00 | Espagne             | 27 – 23              | RF Yougoslavie      | Pabellón Santa María, Ciudad Real Affluence : 3 000 Arbitrage : Øie, Høgsnes |
| 31 mai 1996 19h00 | Talant Dujshebaev 7 | (12–7)               | Rastko Stefanovič 5 | Pabellón Santa María, Ciudad Real Affluence : 3 000 Arbitrage : Øie, Høgsnes |
| 31 mai 1996 19h00 | ×3                  | EHF Feuille de match | ×2 ×3 ×1            | Pabellón Santa María, Ciudad Real Affluence : 3 000 Arbitrage : Øie, Høgsnes |

| 31 mai 1996 21h00 | Russie             | 24 – 21              | Suède                   | Palacio de Deportes San Pablo, Séville Affluence : 650 Arbitrage : Vujnović, Mladinić |
| 31 mai 1996 21h00 | Vassili Koudinov 7 | (11–8)               | Thorsson et Andersson 6 | Palacio de Deportes San Pablo, Séville Affluence : 650 Arbitrage : Vujnović, Mladinić |
| 31 mai 1996 21h00 | ×2 ×3              | EHF Feuille de match | ×2                      | Palacio de Deportes San Pablo, Séville Affluence : 650 Arbitrage : Vujnović, Mladinić |

### Match pour la troisième place
| 2 juin 1996 11h30 | RF Yougoslavie  | 26 – 25              | Suède             | Palacio de Deportes San Pablo, Séville |
| 2 juin 1996 11h30 | Igor Butulija 8 | (11–8)               | Pierre Thorsson 6 | Palacio de Deportes San Pablo, Séville |
| 2 juin 1996 11h30 | ×3              | EHF Feuille de match | ×3 ×2             | Palacio de Deportes San Pablo, Séville |

### Finale
La Russie a remporté son premier titre de championne d'Europe en battant l'Espagne 23 à 22. Les Russes, qui ont toujours mené au score, l'ont emporté en s'appuyant sur une bonne défense, empêchant les Espagnols de trouver de bonnes positions de tir, même si le gardien de but de but Andreï Lavrov a évité les prolongations à son équipe en sauvant un tir à la dernière seconde. En revanche, les Russes sont souvent parvenus à déborder la défense espagnole grâce aux « bras » de la ligne arrière, Koulechov et Koudinov,.
| 2 juin 1996 13h30 | Russie           | 23 – 22              | Espagne             | Palacio de Deportes San Pablo, Séville Affluence : 7 500 Arbitrage : Per Elbrønd, Kjeld Løvqvist |
| 2 juin 1996 13h30 | Oleg Koulechov 6 | (13–9)               | Talant Dujshebaev 7 | Palacio de Deportes San Pablo, Séville Affluence : 7 500 Arbitrage : Per Elbrønd, Kjeld Løvqvist |
| 2 juin 1996 13h30 | ×3               | EHF Feuille de match | ×2                  | Palacio de Deportes San Pablo, Séville Affluence : 7 500 Arbitrage : Per Elbrønd, Kjeld Løvqvist |

| Russie Composition: |    |                    |               |  |
| GB                  | 01 | Andreï Lavrov      | 59 min        |  |
| GB                  | 12 | Pavel Soukossian   | 1 min         |  |
| DC                  | 02 | Igor Lavrov        | 2             |  |
| ARG                 | 05 | Oleg Koulechov     | 6 dont 4 pen. |  |
| ALD                 | 07 | Lev Voronine       | 2             |  |
| ALG                 | 08 | Valeri Gopine      | 4             |  |
| ARG                 | 09 | Vassili Koudinov   | 5             |  |
| 0P                  | 11 | Dimitri Torgovanov | 1             |  |
| 0P                  | 14 | Oleg Grebnev       | -             |  |
| DC                  | 17 | Oleg Kisselev      | 1             |  |
| ARG/D               | 19 | Sergueï Pogorelov  | 2             |  |
| DC                  | 20 | Dimitri Filippov   | -             |  |
| Sélectionneur :     |    |                    |               |  |
| Vladimir Maksimov   |    |                    |               |  |

|       | Statistiques   |       |
| ----- | -------------- | ----- |
| 23    | Buts marqués   | 22    |
| ? %   | % réussite     | ? %   |
| ?     | Arrêts         | ?     |
| ? %   | % d'arrêts     | ? %   |
| 4/5   | Jets de 7 m    | 5/6   |
| 6 min | Suspensions    | 4 min |
| 3     | Cartons jaunes | 2     |
| 0     | Cartons rouges | 0     |

| Espagne Composition: |    |                   |               |  |
| GB                   | 01 | Jaume Fort        | 15 min        |  |
| GB                   | 12 | Jordi Núñez       | 45 min        |  |
| 0P                   | 03 | Salvador Esquer   | -             |  |
| ALG                  | 04 | Rafael Guijosa    | 1             |  |
| DC                   | 06 | Raúl González     | -             |  |
| ARG                  | 07 | Demetrio Lozano   | -             |  |
| DC                   | 08 | Jesús Olalla      | 1             |  |
| ARD                  | 09 | Mateo Garralda    | 4             |  |
| DC                   | 10 | Talant Dujshebaev | 7             |  |
| ARG                  | 11 | Jesús Fernández   | -             |  |
| ALD                  | 13 | Alberto Urdiales  | 5 dont 5 pen. |  |
| 0P                   | 14 | Juancho Pérez     | 4             |  |
| Sélectionneur :      |    |                   |               |  |
| Juan de Dios Román   |    |                   |               |  |

## Classement final
| Rang                       | Équipe         | J | G | N | P | Bp  | Bc  |
| -------------------------- | -------------- | - | - | - | - | --- | --- |
| Médaille d'or, Europe      | Russie         | 7 | 6 | 1 | 0 | 172 | 141 |
| Médaille d'argent, Europe  | Espagne        | 7 | 5 | 0 | 2 | 173 | 162 |
| Médaille de bronze, Europe | RF Yougoslavie | 7 | 5 | 1 | 1 | 166 | 162 |
| 4e                         | Suède          | 7 | 4 | 0 | 3 | 170 | 156 |
| 5e                         | Croatie        | 6 | 4 | 0 | 2 | 154 | 150 |
| 6e                         | Rép. tchèque   | 6 | 3 | 0 | 3 | 154 | 152 |
| 7e                         | France         | 6 | 4 | 0 | 2 | 154 | 141 |
| 8e                         | Allemagne      | 6 | 1 | 1 | 4 | 131 | 135 |
| 9e                         | Roumanie       | 6 | 2 | 0 | 4 | 145 | 161 |
| 10e                        | Hongrie        | 6 | 1 | 1 | 4 | 144 | 158 |
| 11e                        | Slovénie       | 6 | 1 | 0 | 5 | 120 | 139 |
| 12e                        | Danemark       | 6 | 0 | 0 | 6 | 132 | 158 |

L'Espagne, deuxième, se qualifie pour les Jeux olympiques d'Atlanta, la Russie étant déjà qualifiée grâce à sa 5e place au championnat du monde 1995

## Statistiques et récompenses
Aucune équipe-type n'aurait été désignée, mais Talant Dujshebaev a été élu meilleur joueur et  Jaume Fort Mauri, également espagnol, est le meilleur gardien de but.
| Rang | Joueur             | Sélection | Buts |
| ---- | ------------------ | --------- | ---- |
| 1    | Thomas Knorr       | Allemagne | 41   |
| 2    | Patrik Ćavar       | Croatie   | 40   |
| 3    | Stéphane Stoecklin | France    | 39   |
| 4    | Talant Dujshebaev  | Espagne   | 38   |
| 5    | ?                  | ?         | ?    |

## Effectif des équipes sur le podium

### Champion d'Europe:Russie
L'effectif de la Russie, championne d'Europe, était, :
- 01 - Andreï Lavrov
- 12 - Pavel Soukossian
- 02 - Igor Lavrov
- 0? - Stanislav Koulintchenko
- 05 - Oleg Koulechov
- 0? - Denis Krivochlikov
- 07 - Lev Voronine
- 08 - Valeri Gopine
- 09 - Vassili Koudinov
- 11 - Dimitri Torgovanov
- 1? - Viatcheslav Atavine
- 14 - Oleg Grebnev
- 17 - Oleg Kisselev
- 19 - Sergueï Pogorelov
- 20 - Dimitri Filippov

Entraîneur
- Vladimir Maksimov

### Vice-champion d'Europe:Espagne
L'effectif de l'Espagne, vice-championne d'Europe, était,,,,,, :
- 01 - Jaume Fort
- 12 - Jordi Núñez
- 16 - José Javier Hombrados
- 02 - Enric Masip
- 03 - Salvador Esquer
- 04 - Rafael Guijosa
- 05 - Fernando Hernández (es)
- 06 - Raúl González
- 07 - Demetrio Lozano
- 08 - Jesús Olalla
- 09 - Mateo Garralda
- 10 - Talant Dujshebaev
- 11 - Jesús Fernández
- 13 - Alberto Urdiales
- 14 - Juancho Pérez
- 18 - Aitor Etxaburu

Entraîneur
- Juan de Dios Román

### Troisième place:RF Yougoslavie
L'effectif de la République fédérale de Yougoslavie, médaillée de bronze, était,
- 01 - Goran Stojanović (en)
- 12 - Dejan Perić
- 16 - Zoran Đorđić
- 02 - Dragan Škrbić
- 05 - Nenad Peruničić
- 06 - Rastko Stefanovič
- 07 - Aleksandar Knežević
- 08 - Nedeljko Jovanović
- 09 - Nenad Peruničić
- 10 - Igor Butulija (de)
- 11 - Veselin Vujović
- 13 - Dragan Momić
- 14 - Žikica Milosavljević (de)
- 15 - Nikola Adžić (de)
- ?? - Aleksandar Blagojević (de)
- ?? - Jovan Kovačević (de)

Entraîneur
- Zoran Živković

### Septième place:France
- 01 - Christian Gaudin
- 12 - Bruno Martini
- 02 - Marc Wiltberger
- 03 - Pascal Mahé
- 04 - Philippe Schaaf
- 05 - Raoul Prandi
- 06 - Denis Lathoud
- 07 - Guéric Kervadec
- 08 - Stéphane Cordinier
- 09 - Gaël Monthurel
- 10 - Grégory Anquetil
- 11 - Franck Maurice
- 14 - Stéphane Joulin
- 17 - Jackson Richardson
- 18 - Stéphane Stoecklin

Entraîneur
- Daniel Costantini